# Diaperoeciidae
Diaperoeciidae é uma família de briozoários pertencentes à ordem Cyclostomatida.
Géneros:
- Desmediaperoecia Canu & Bassler, 1920
- Diaperaecia Canu, 1918
- Diaperoecia Canu, 1918
- Nevianipora Borg, 1944
- Spiritopora Taylor & Gordon, 2003
- Ybselosoecia Canu & Lecointre, 1933